# 松山鮓
松山鮓（まつやまずし）は、愛媛県の松山地方に伝わる郷土料理である。祝い事や訪問客をもてなす際にだされ、瀬戸の小魚の旨みを活かした甘めの鮓飯が特徴となっており、地魚がちりばめられているばら寿司である。

## 夏目漱石・正岡子規との関係
子規は、松山鮓を故郷の味として愛し、機会があるごとにつけて食べていたようで、後年、松山鮓を郷土料理の誇りとしていたことが有名な語り草となっている。
1892年（明治25年）8月、大学予備門の学生だった夏目漱石が初めて松山を訪れ、正岡子規の家に立ち寄ったとき、母、八重がもてなしたのが松山鮓であり、漱石は大いに喜んだ。
和服姿にあぐらをかいて、ぞんざいな様子で箸を取る子規の前で、極めてつつましやかに紳士的な態度であった漱石は、洋服の膝を正しく折って正座し、松山鮓を一粒もこぼさぬように行儀正しく食べていたそうで、その時の様子は、同席していた高浜虚子が、書物の中で回想しており、後々に語り継がれている。
また、グルメであった子規にとって、母がこしらえた松山鮓が故郷の味であり、愛する松山の大切な思い出でもあったようで、このことは、子規が松山鮓に関する俳句を数多く残していることからもうかがい知ることができる。

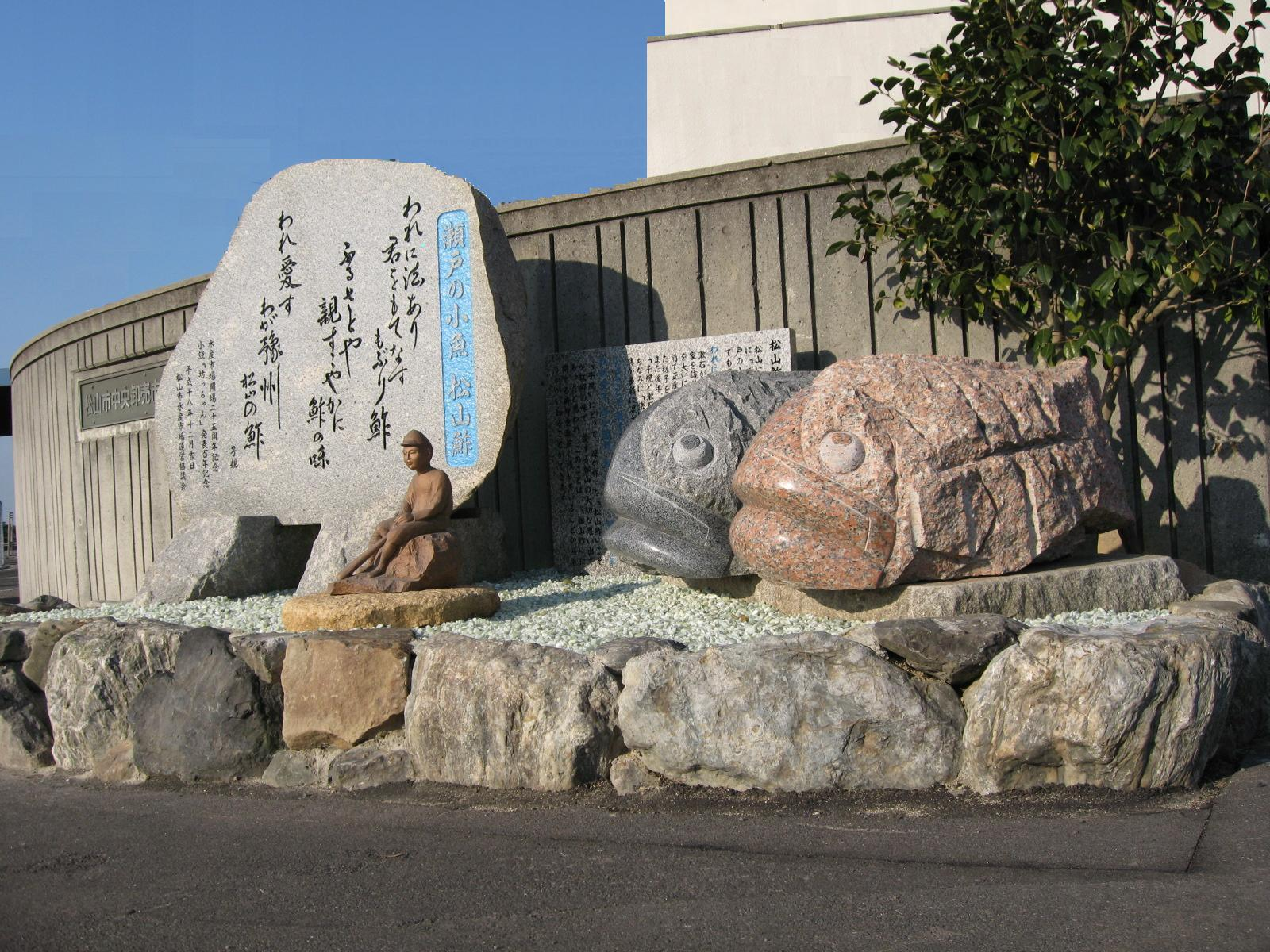
子規の句碑

なお、後日談として1895年（明治28年）の春、松山中学校の教師として漱石が再び松山を訪れた際（このときの経験が後年、小説『坊っちゃん』のモデルとなっている）、第一番に所望したのが松山鮓だったそうで、漱石にとってもお気に入りの松山料理であったことが想像できる。
ちなみに、虚子と並び称される河東碧梧桐も松山鮓を食べていたことが自書の中で記されている。

## 松山鮓の特徴
一番の特徴は、エソやトラハゼなどの「瀬戸の小魚」でダシをとった甘めの合わせ酢で寿司飯を作り、その中に刻んだアナゴや季節の野菜をもぶす（混ぜ込む）ことにある。そして、その上に錦糸卵をちらし、最後に季節に応じた瀬戸の魚介類をお好みで盛り付ける。
本格的な料理店ではウニやクルマエビを使って豪華に、居酒屋では酒の肴になるよう刺身を中心に、また、食堂ではじゃこ天やシメサバなどのリーズナブルな食材を盛り付けるなど、様々な場面に応じたバラエティー豊かなメニュー作りが可能となる。

## 松山鮓（もぶり鮓）ともぶり飯の混同使用
松山鮓は「もぶり鮓」とも称されることがある。これは、混ぜ込むことを松山地方の方言で「もぶす」あるいは「もぶる」と呼んでいることに由来している。
まれに、この「もぶり鮓」と「もぶり飯」を混同している例が見られるが、「もぶり飯」とは別名「おもぶり」とも呼ばれ 農繁期などにご飯とおかずを混ぜて食べる簡易食を意味しており、もてなし料理であった本項の松山鮓とは全く別の料理である。